# Louise van Saksen-Altenburg

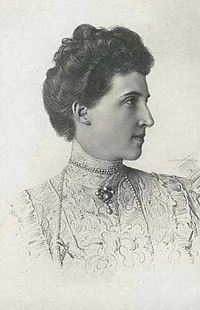

Marie Agnes Louise Charlotte (Altenburg, Duitsland, 11 augustus 1874 — aldaar, 14 april 1953), Prinses van Saksen-Altenburg, was de dochter van Maurits van Saksen-Altenburg en Augusta van Saksen-Meiningen. Haar vader was de zoon van George van Saksen-Altenburg en dus de broer van Ernst I van Saksen-Altenburg. Haar moeder was de dochter van Bernhard II van Saksen-Meiningen. Haar oom Ernst I werd opgevolgd door Louise’s broer Ernst II van Saksen-Altenburg.

## Huwelijk en gezin
Ze trouwde op 6 februari 1895 te Altenburg met Eduard van Anhalt, de zoon van hertog Frederik I van Anhalt. Ze scheidde op 26 januari 1918. Het paar kreeg zes kinderen:
- Frederique Margaretha (1896), stierf een paar dagen na haar geboorte
- Leopold Frederik Maurits Ernst Constantijn Aribert Eduard (1897-1898), stierf op 1-jarige leeftijd
- Marie Auguste (1898-1983), trouwde met Joachim van Pruisen, de jongste zoon van keizer Wilhelm II van Duitsland
- Joachim Ernst (1901-1947)
- Eugen (1903-1980), trouwde met Anastasia Jungmeier
- Wolfgang Albrecht Maurits Frederik Willem Ernst (1912-1936) stierf op 23-jarige leeftijd

Louise stierf op 79-jarige leeftijd te Altenburg.